# Wii Sports Resort

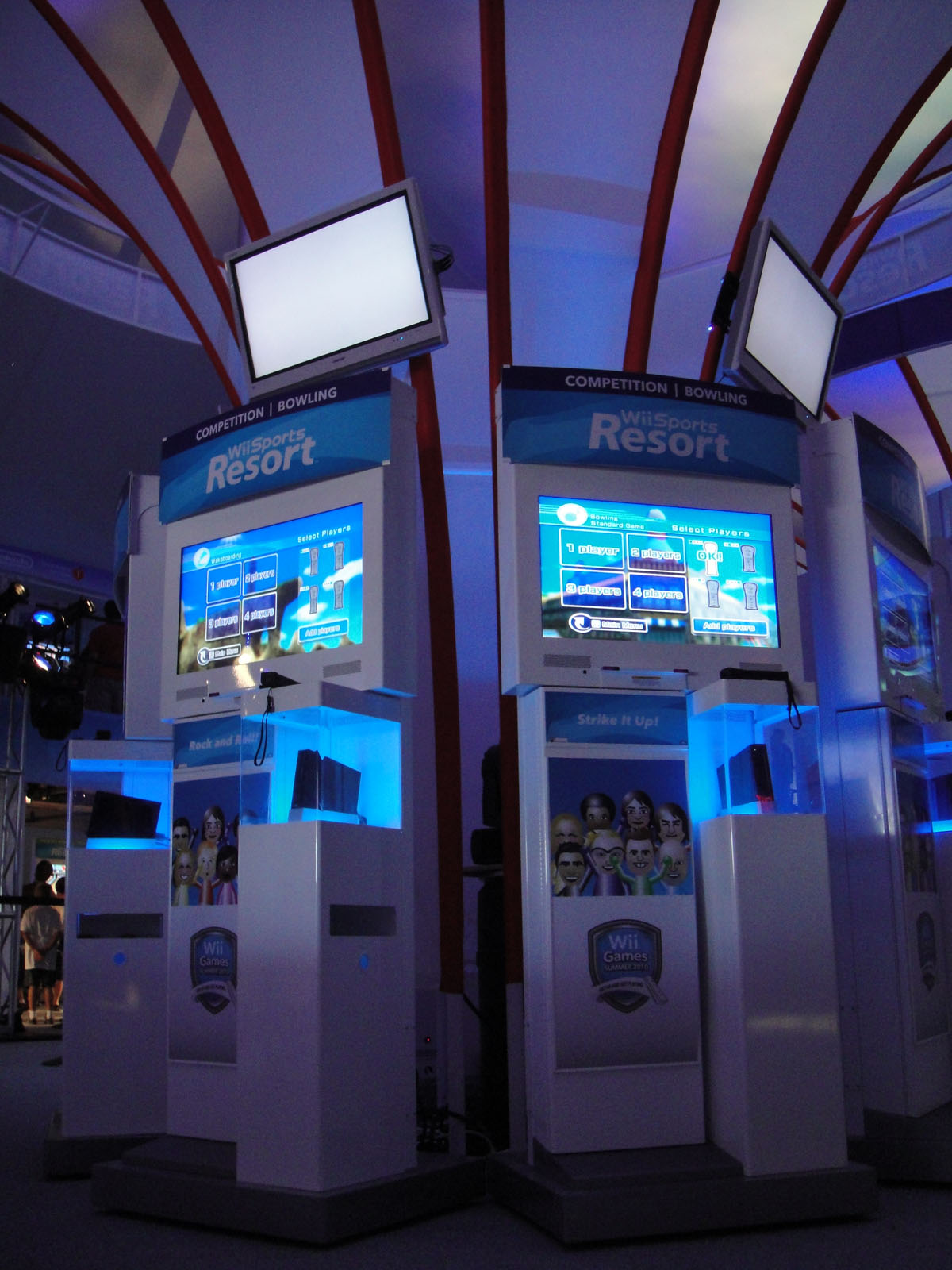
Obrazovky na nichž je spuštěná hra Wii Sports Resort

Wii Sports Resort (japonsky: Wii スポーツ リゾート) je sportovní videohra pro Wii, od firmy Nintendo. Vyšla v roce 2009 (pro Jižní Koreu až v roce 2010) jako pokračování hry Wii Sports z roku 2006.

## Popis hry
Ve hře si mohou až 4 hráči zahrát různé sporty s pomocí ovladače Wii Remote s Wii Motion Plus (u některých sportů i s Nunchuckem) za pomocí postav Mii. Byla to jedna z prvních her, která podporuje Wii Motion Plus.

### Seznam sportů
Ve Wii Sports Resort se dají hrát tyto sporty:
- Šerm
- Wakeboarding
- Frisbee
- Lukostřelba
- Basketbal
- Stolní tenis
- Golf
- Bowling
- Vodní skútry
- Kanoistika
- Cyklistika
- Letecké sporty

(Golf a bowling jsou sporty původně z Wii Sports)
Původně ve hře mělo být i rybaření a tobogány. Byl vytvořen také prototyp minihry založené na japonské hře kendama, ale ten také nebyl použit.

### Ostrov Wuhu
Ostrov Wuhu je součást menšího souostroví, odehrává se na něm většina sportů z Wii Sports Resort. Hlavním městem je Wuhu Town, na ostrově dále můžeme najít sopku, ruiny chrámu ze staršího osídlení ostrova, vodopád, jeskyně, zámek a další. Celý ostrov je obklopen oceánem. Na přilehlém ostrově Wedge Island se hraje golf. Ostrov lze prozkoumat v letadle v rámci leteckých sportů.
Ostrov Wuhu se poprvé objevil ve hře Wii Sports z roku 2006 (některé tenisové kurty), první hrou odehrávající se na ostrově byl Wii Fit z roku 2008, název ostrova byl ale prozrazen až u Wii Sports Resort. Dalšími hrami odehrávajícími se na ostrově Wuhu jsou Wii Fit Plus a Pilotwings Resort. Dále se ostrov okrajově objevil ve hrách Mario Kart 7, Super Smash Bros. for Nintendo 3DS and Wii U, Mario Kart 8 Deluxe a neoficiálním rozšíření Mario Kart Wii.

## Prodeje
Na světě se prodalo celkem 33,09 milionů kopií, Wii Sports Resort se tak stala třetí nejprodávanější hrou pro Wii (po Wii Sports a Mario Kart Wii).